# David Chipperfield Architects
David Chipperfield Architects ist ein 1985 durch David Chipperfield gegründetes Architekturbüro mit Standorten in London, Berlin, Mailand, Shanghai und Santiago de Compostela. Bekannt wurde das Büro vor allem durch seine zahlreichen Kulturbauten in Europa, Asien und Amerika.

## Geschichte und Struktur
Nach der Gründung von David Chipperfield Architects in London und dem ersten Auftrag, einer Ladenausstattung für den japanischen Modedesigner Issey Miyake, entstanden in den frühen Jahren Projekte in England, aber auch in Japan, was zu einer internationalen Ausrichtung des Büros führte.
1997 gewann das Büro das Gutachterverfahren zum Wiederaufbau des Neuen Museums auf der Museumsinsel (Berlin), woraufhin Eva Schad, Harald Müller und Mark Randel 1998 die David Chipperfield Architects Gesellschaft von Architekten mbH gründeten. Mit dem gewonnenen Wettbewerb für das Literaturmuseum der Moderne in Marbach (2001–2002) wandelte sich das Projektbüro für die Museumsinsel zu einem eigenständigen Standort von David Chipperfield Architects. Partner sind heute David Chipperfield, Harald Müller, Eva Schad, Martin Reichert und Alexander Schwarz. Daneben bilden Henrike Kortemeyer und Daniel Wendler die Geschäftsführung.
Das Büroprofil ist durch die insgesamt zwölfjährige Arbeit am Neuen Museum geprägt. Neben Museen realisierte das Büro verschiedene Bautypologien und arbeitet schwerpunktmäßig im Bereich Kulturbauten, Denkmalpflege sowie Bauen im historischen Kontext.
2005 entstand eine Repräsentanz des Berliner Büros in Shanghai, aus dem 2013 ein eigenständiges Büro hervorging. Gründungspartner waren neben David Chipperfield Mark Randel und Libin Chen.
Das Büro in Mailand wurde 2006 von Giuseppe Zampieri gegründet. Zu den umgesetzten Projekten gehören neben Interior-Projekten für renommierte Modemarken auch internationale Projekte in größerem Maßstab.
2023 wurde ein Büro in Santiago de Compostela eröffnet.

## Campus Joachimstraße
Das Berliner Büro hat seinen Sitz im Bezirk Mitte. Zwischen 2007 und 2013 erweiterten die Architekten mit vier neuen Baukörpern einen 1895 als Klavierfabrik errichteten Gewerbebau. Neben dem Architekturbüro befinden sich auf dem Campus Ausstellungs- und Veranstaltungsräume sowie eine öffentlich zugängliche Kantine. Die Büroerweiterung wurde 2015 mit dem BDA-Preis Berlin ausgezeichnet.

## Werke

### Fertiggestellte Gebäude in Deutschland (Auswahl)
- Bötzow-Brauerei, Berlin, Deutschland, 2013–2024
- KARL München, Bürokomplex, München, Deutschland, 2016–2022
- Grundinstandsetzung Neue Nationalgalerie, Berlin, Deutschland, 2012–2021
- Carmen Würth Forum, Künzelsau, Deutschland, 2006-2020[6][7]
- James-Simon-Galerie, Museumsinsel Berlin, Deutschland, 2007–2018James-Simon-Galerie, Museumsinsel Berlin

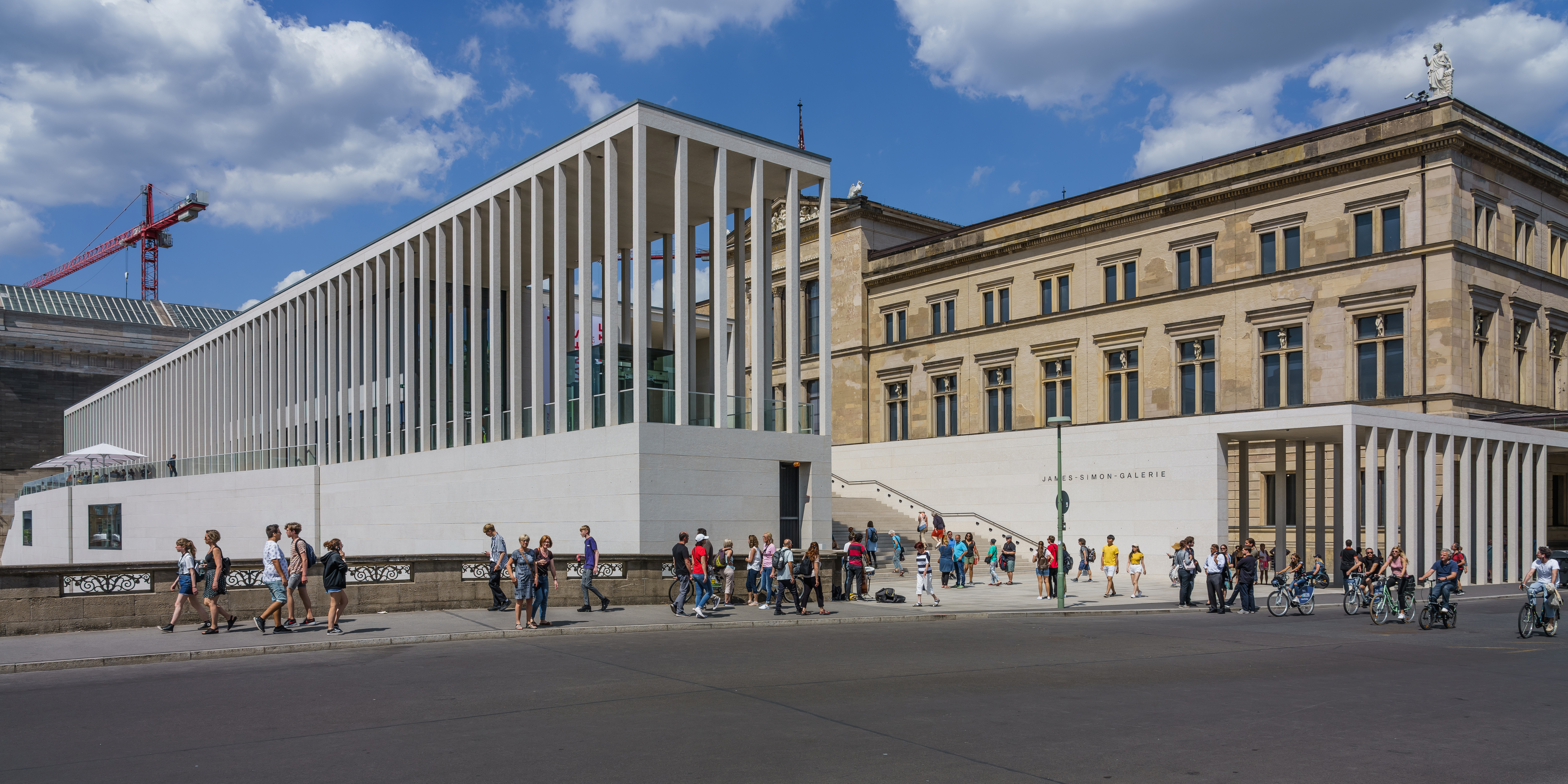
James-Simon-Galerie, Museumsinsel Berlin

- Firmenzentrale Paderborn (ehemals Landeshospital St. Vincenz), Deutschland, 2014–2019[8]
- Sanierung Sanatorium Dr. Barner, Braunlage, Deutschland, 2007–2017[9]
- Um- und Neubau der ehemaligen Universitäts-Frauenklinik im Gropius-Ensemble Forum Museumsinsel, Berlin, Deutschland, 2010–2017
- Campus Joachimstraße, Berlin, 2007–2013
- Museum Folkwang, Essen, 2007–2010

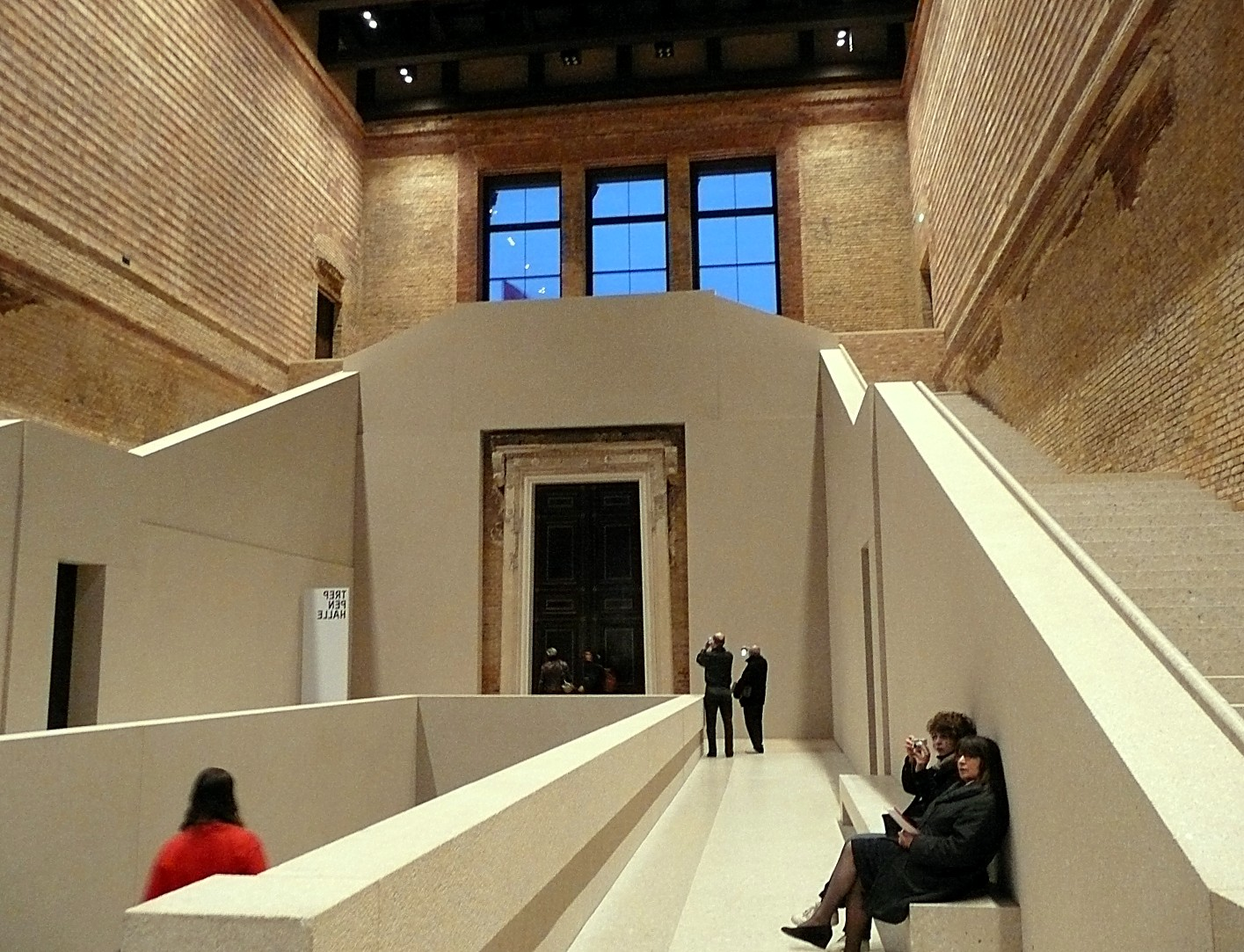
Treppenhalle Neues Museum, Berlin

- Wiederaufbau Neues Museum, Museumsinsel Berlin, 1997–2009
- Galeriehaus Heiner Bastian (seit 2019 Haus Bastian der Staatlichen Museen zu Berlin[10]), Am Kupfergraben 10, Berlin, 2003–2007
- Empire Riverside Hotel, Hamburg, 2002–2007

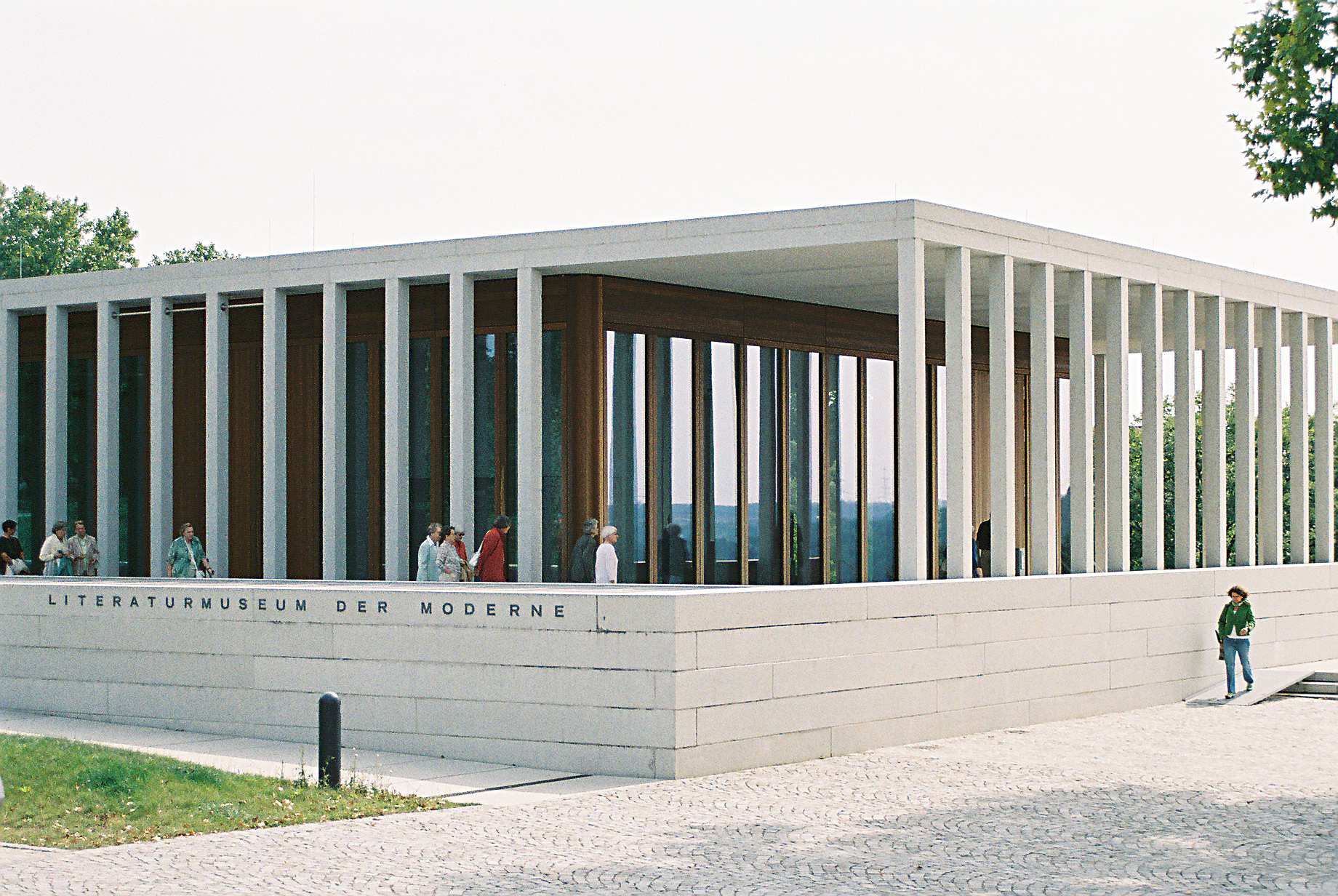
Literaturmuseum der Moderne, Marbach am Neckar

- Literaturmuseum der Moderne, Marbach am NeckarLiteraturmuseum der Moderne, Marbach am Neckar, 2002–2006
- Ullstein Verlag, Friedrichstraße, Berlin, 2001–2004
- Parkside Apartments, Berlin, 2000–2004
- Landeszentralbank (seit 2014 SRH Hochschule für Gesundheit), Gera, 1997–2002
- Ernsting Service Center, Coesfeld-Lette, 1998–2001
- Kaistraße Studios, Düsseldorf, 1994–1997
- Privathaus, Im Schwarzen Grund, Berlin-Dahlem, 1994–1997[11]

### Fertiggestellte Gebäude außerhalb Deutschlands (Auswahl)

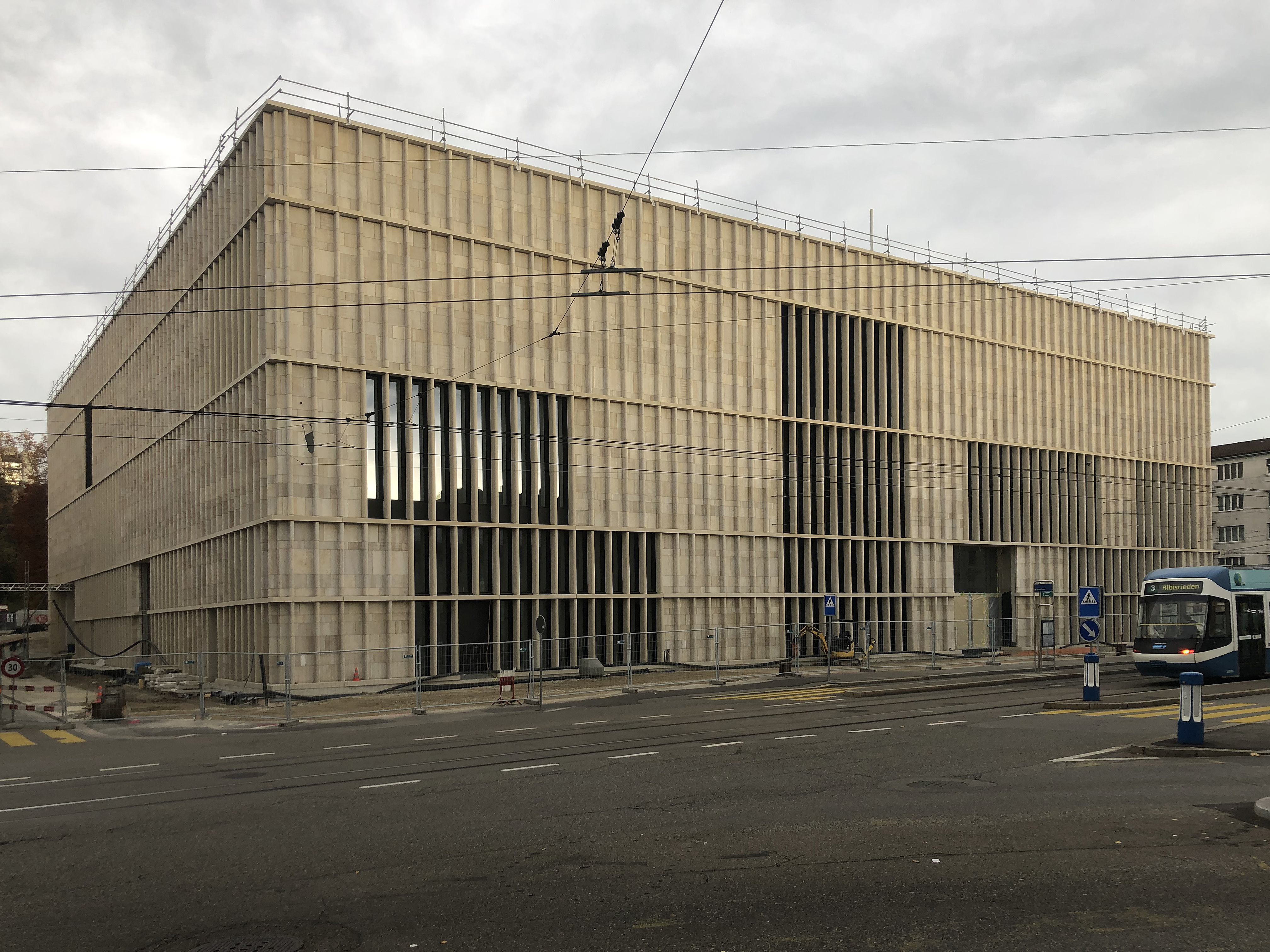
Erweiterungsbau Kunsthaus Zürich

- Morland Mixité Capitale, Paris, Frankreich, 2015-2022
- Erweiterungsbau Kunsthaus Zürich, Schweiz, 2015–2021
- West Bund Museum („Centre Pompidou x West Bund Museum Project“), Shanghai, China, 2013–2019[12]
- Hochhaus „The Bryant“, New York, USA, 2013–2019[13]
- Wohntürme „Hoxton Press“, London, UK, 2013–2018
- Royal Academy of Arts Masterplan, London, UK, 2008–2018
- Inagawa Kapelle und Besucherzentrum, Hyogo, Japan, 2013–2017
- Amorepacific headquarters, Seoul, Südkorea, 2010–2017
- Valentino London Old Bond Street flagship store, London, UK, 2016
- Valentino Rome flagship store, Rom, Italien, 2014–2015
- Museo delle Culture (Mailand) (MUDEC), 2015
- One Kensington Gardens, London, UK, 2010–2015
- Villa Eden, Gardone, Italien, 2008–2015
- Xixi Wetland Estate, Hangzhou, China 2007–2015
- Valentino New York Flagship Store, New York, USA, 2014
- Bürogebäude Moganshan Road, Hangzhou, China, 2009–2013
- Museo Jumex, Mexiko-Stadt, Mexiko, 2009–2013
- One Pancras Square, London, UK, 2008–2013
- Saint Louis Art Museum, St. Louis, Missouri, USA, 2005–2013
- Universitätsgebäude, Hautes Etudes Commerciales, Jouy-en-Josas, Frankreich, 2008–2012
- Peek & Cloppenburg-Weltstadthaus, Wien, Österreich, 2007–2011
- Turner Contemporary, Margate, Kent, UK, 2006–2011

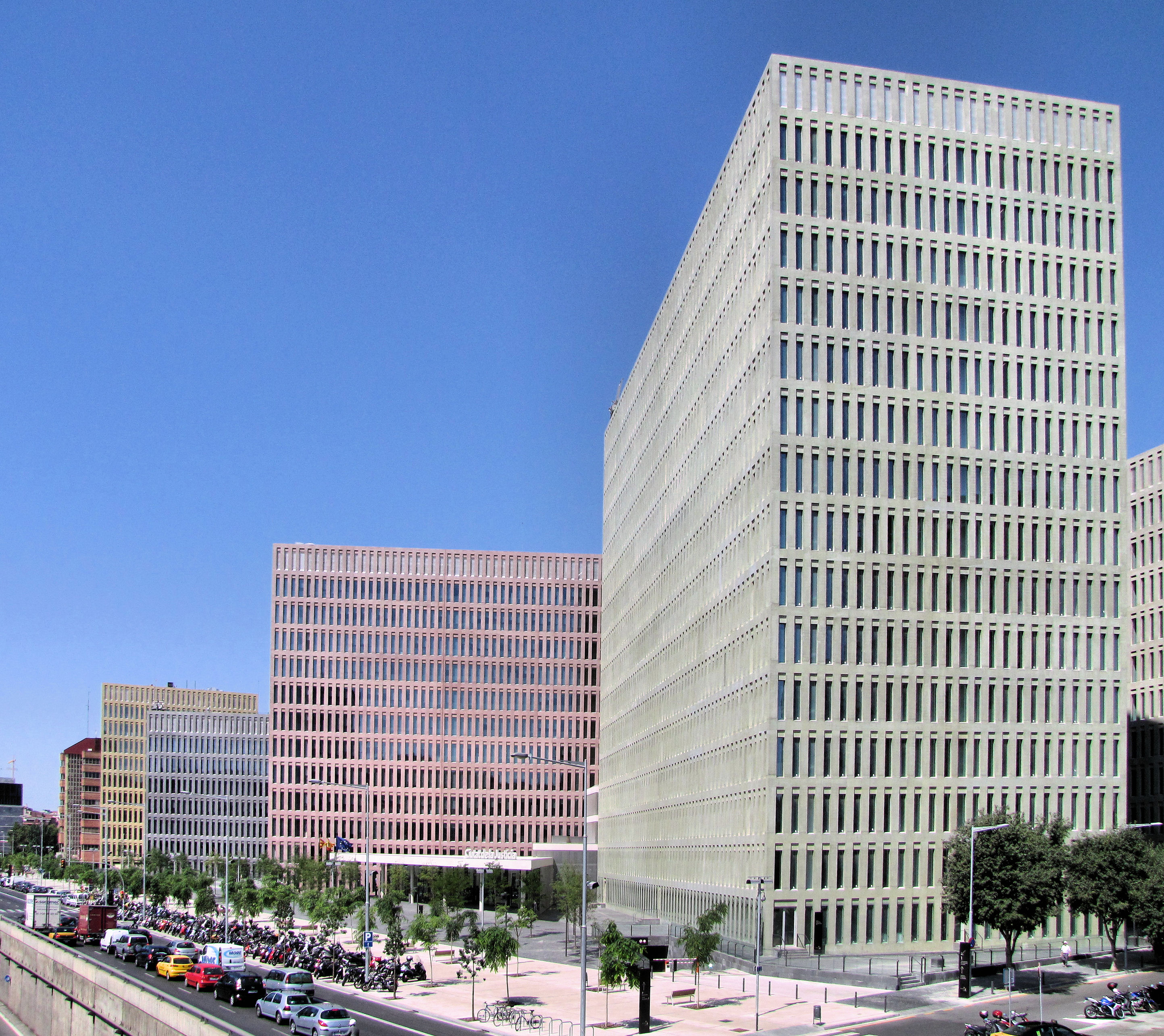

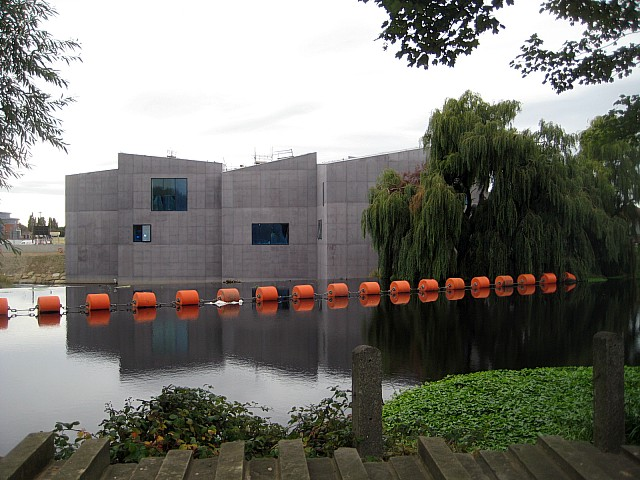
The Hepworth Wakefield, Wakefield

- The Hepworth Wakefield, WakefieldThe Hepworth Wakefield, Wakefield, West Yorkshire, UK, 2003–2011
- City of Justice, Barcelona, Spanien, 2002–2011
- Kaufhaus Tyrol, Innsbruck, Österreich, 2007–2010
- Laborgebäude, Basel, Schweiz, 2006–2010
- Rockbund Art Museum, Shanghai, China, 2006–2010
- Anchorage Museum at Rasmuson Center, Anchorage, Alaska, USA, 2003–2009
- Kivik Art Centre Pavilion, Kivik, Schweden, 2007–2008
- Ninetree Village, Hangzhou, China, 2004–2008
- Campus Audiovisual, Barcelona, Spanien, 2001–2008
- Penn Museum Masterplan, Philadelphia, Pennsylvania, USA, 2005–2007
- Liangzhu Museum, Liangzhu Cultural Village, China, 2003–2007
- BBC Scotland at Pacific Quay, Glasgow, UK, 2001–2007
- America’s Cup Building ‚Veles e Vents’, Valencia, Spanien, 2005–2006
- Freshfields Bruckhaus Deringer, Amsterdam, Niederlande, 2004–2006
- Des Moines Public Library, Des Moines, Iowa, USA, 2002–2006
- Hotel Puerta America, Madrid, Spanien, 2003–2005
- Housing Villaverde, Madrid, Spanien, 2000–2005
- Figge Art Museum, Davenport, Iowa, USA, 1999–2005
- Gormley Studio, London, UK, 2001–2003
- Teruel Urban Development, Teruel, Spanien, 2001–2003
- Bryant Park Hotel, New York, USA, 1998–2001

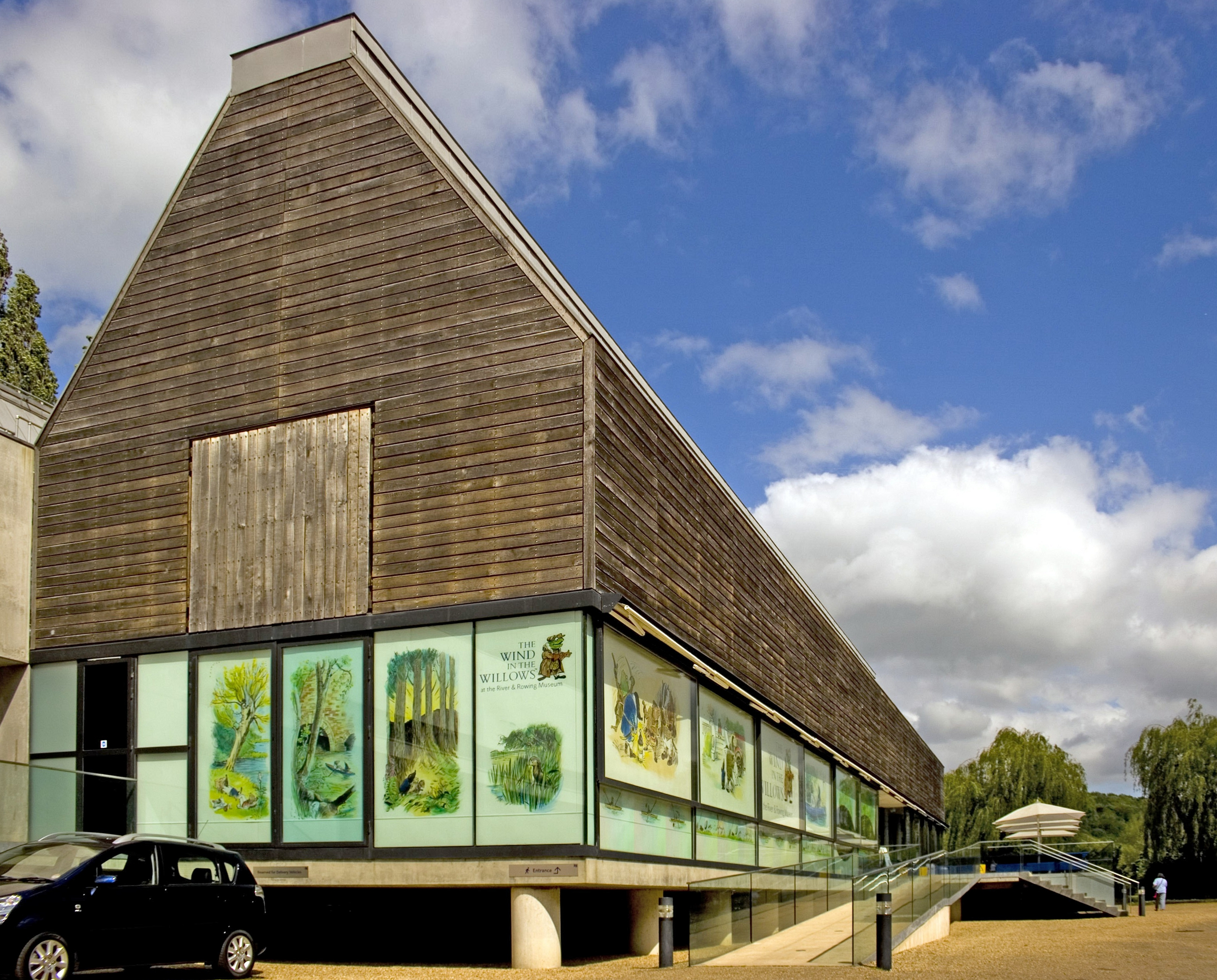
River & Rowing Museum, Henley-on-Thames

- River & Rowing Museum, Henley-on-ThamesRiver & Rowing Museum, Henley-on-Thames, UK, 1989–1997
- Toyota Auto Kyoto, Kyoto, Japan, 1989–1990

### Laufende Projekte (Auswahl)
- Rolex headquarters, New York, USA[14]
- Sanierung Haus der Kunst, München[15]
- Elbtower, Hamburg (HafenCity)[16]
- Waltherpark in Bozen
- Archäologisches Nationalmuseum, Athen

## Auszeichnungen (Auswahl)
- 2024: RIBA International Awards for Excellence für Jacoby Studios, Morland Mixité Capitale und Grundsanierung Neue Nationalgalerie
- 2023: Pritzker Architecture Prize 2023 für David Chipperfield
- 2022: AIA New York Design Award für The Bryant
- 2021: Auszeichnung für gute Bauten der Stadt Zürich für Kunsthaus Zürich
- 2021: RIBA International Award for Excellence für James-Simon-Galerie[17]
- 2021: RIBA International Award for Excellence für Amorepacific Headquarters[18]
- 2021: Docomomo Rehabilitation Award in der Kategorie ‚Enhanced masterpieces‘ für Grundinstandsetzung Neue Nationalgalerie[19]
- 2020: DAM Preis für Architektur in Deutschland für James-Simon-Galerie[20]
- 2019: AIA UK Award für Amorepacific Headquarters[21]
- 2018: European Union Prize for Cultural Heritage / Europa-Nostra-Preis, Grand Prix für Sanierung Sanatorium Dr. Barner[22]
- 2016: RIBA International Awards for Excellence für Saint Louis Art Museum und Museo Jumex[23]
- 2011: Deutscher Architekturpreis für den Wiederaufbau des Neuen Museums
- 2011: Philippe Rotthier European Prize for Architecture für Wiederaufbau des Neuen Museums[24]
- 2011: Preis der Europäischen Union für zeitgenössische Architektur für den Wiederaufbau des Neuen Museums
- 2010: DAM Preis für Architektur in Deutschland für den Wiederaufbau des Neuen Museums
- 2010: Große Nike und Nike für Detailvollkommenheit des BDA für den Wiederaufbau des Neuen Museums
- 2010: European Union Prize for Cultural Heritage / Europa-Nostra-Preis, Grand Prix für den Wiederaufbau des Neuen Museums
- 2009: AIA UK Chapter Excellence in Design Awards für das Galeriehaus ,Am Kupfergraben 10‘ in Berlin und für das America’s Cup Building ‘Veles e Vents’ in Valencia
- 2007: RIBA Stirling Prize für das Literaturmuseum der Moderne

## Publikationen
- David Chipperfield (Hrsg.): 1051 A Question of Scale, Editoriale Domus, Rozzano, 2020.
- David Chipperfield (Hrsg.): 1050 Will technology save us?, Editoriale Domus, Rozzano, 2020.
- David Chipperfield (Hrsg.): 1049 The future of urbanity, Editoriale Domus, Rozzano, 2020.
- David Chipperfield (Hrsg.): 1048 The nature of our imagination, Editoriale Domus, Rozzano, 2020.
- David Chipperfield (Hrsg.): 1047 Looking for community, Editoriale Domus, Rozzano, 2020.
- David Chipperfield (Hrsg.): 1046 Shelter/Home , Editoriale Domus, Rozzano, 2020.
- David Chipperfield (Hrsg.): 1045 In praise of beauty, in the face of crisis, Editoriale Domus, Rozzano, 2020.
- David Chipperfield (Hrsg.): 1044 The ecology of protection, memory, reuse, Editoriale Domus, Rozzano, 2020.
- David Chipperfield (Hrsg.): 1043 We need a vision for housing, Editoriale Domus, Rozzano, 2020.
- David Chipperfield (Hrsg.): 1042 What happened to planning? , Editoriale Domus, Rozzano, 2029.
- Martin Reichert (Hrsg.): James-Simon-Galerie Berlin. David Chipperfield Architects. Verlag der Buchhandlung Walther König, Köln 2019, ISBN 978-3-96098-571-6.
- Rik Nys (Hrsg.): Chipperfield Architects 1985-2014 / 2015-2024. Verlag der Buchhandlung Walther König, Köln, 2025, ISBN 978-3-7533-0762-6
- Rik Nys (Hrsg.): David Chipperfield Architects. Überarbeitete und erweiterte Ausgabe. Verlag der Buchhandlung Walther König, Köln 2018, ISBN 978-3-96098-301-9. (Werkverzeichnis, in englischer Sprache)
- Rik Nys (Hrsg.): David Chipperfield Architects Works 2018. Ausst. Kat. Basilica Palladiana, Vicenza, 2018. Verlag der Buchhandlung Walther König, 2018, ISBN 978-3-96098-373-6.
- Rik Nys (Red.): David Chipperfield Architects – Form Matters. Verlag der Buchhandlung Walther König, Deutschland, 2011, ISBN 978-3-86560-688-4.
- Rik Nys, Martin Reichert (Red.): Neues Museum Berlin. Verlag der Buchhandlung Walther König, Deutschland, 2009, ISBN 978-3-86560-704-1.
- Giuseppe Zampieri (Red.): David Chipperfield – Idea e Realtà. Federico Motta Editore, Italien, 2005, ISBN 88-7179-544-X.
- David Chipperfield (Autor), Joseph Rykwert (Einleitung): Theoretical Practice. British Library, UK, 1994, ISBN 1-874056-71-4.